# La flor de la canela
«La flor de la canela» es un vals peruano compuesto por la cantautora Chabuca Granda que se ha convertido en una de las canciones más representativas del Perú.

## Historia
Chabuca Granda registró como la fecha final de su obra el 7 de enero de 1950. Esta canción la lanzó a la popularidad, pero fue grabada por primera vez en el invierno de 1953 por el trío Los Morochucos.
Aunque se desconoce el origen del nombre «La flor de la canela», se sabe que esta es una expresión en desuso que se utilizaba para ponderar la exquisitez o la excelencia. Sobre ella, ya en 1611 Covarrubias en su Tesoro de la lengua castellana o española dice lo siguiente: «Para encarecer una cosa excelente solemos decir que es la flor de la canela» o «Flor de la canela, lo muy perfecto».
En la historia de la música peruana, existe el huaino «La flor de la canela», grabado por Domingo Núñez y Mariano Escobedo en 1913, y la marinera «La peruana», compuesto por Rosa Mercedes Ayarza antes de 1938.
El vals está inspirado en Victoria Angulo Castillo, una mujer afroperuana vecina del distrito limeño del Rímac. Granda conoció a Angulo en la casa barranquina de la escritora María Isabel Sánchez-Concha y estrenó el vals el 21 de julio de 1950, día de su cumpleaños. El famoso verso «Del puente a la alameda menudo pie la lleva...» se refiere a dos hitos urbanos del antiguo arrabal de San Lázaro: la alameda del Tajamar o de las Cabezas y el desaparecido puente de Palo.

## Difusión
La versión de 1953 de Los Morochucos no tuvo la acogida esperada. A inicios de 1954, cuando fue grabada por el trío Los Chamas (integrado por los hermanos Rolando y Washington Gómez y Humberto Pejovés) con un arreglo más tradicional y popular, este tema alcanzó un gran éxito. Esta versión apareció en el disco Lo mejor de Chabuca Granda de 1961.
Desde entonces ha sido traducida a diversos idiomas, y también la han interpretado diversos cantantes y grupos musicales como el argentino Rabito del álbum Melodías de 1976, Fernando Ubiergo, Flor Silvestre, Irma Dorantes, María Martha Serra Lima, Yma Sumac, María Dolores Pradera, Lucha Reyes, Eva Ayllón, Tania Libertad, Bola de Nieve, Pedro Vargas, Pepe Vásquez, Raphael, Amalia Mendoza, Julio Iglesias, Rocío Jurado, Plácido Domingo, Raúl di Blasio, Gian Marco, Carlos Mancinelli, Menudo, Lola Flores, Los Calchakis, La Lupe, Oscar Chávez, Juan Diego Flórez, Helenita Vargas y Caetano Veloso, entre otros, además de por la propia Chabuca Granda, versión aparecida en su álbum de 1963 Dialogando... junto a Óscar Avilés.
| Artista o grupo                     | Nacionalidad     | Álbum            | Año   |
| ----------------------------------- | ---------------- | ---------------- | ----- |
| Amalia Mendoza                      | Mexicana         |                  | 1958  |
| Ana María Miranda con Los Calchakis | Chilena          |                  | 1995  |
| Bola de Nieve                       | Cubano           |                  | 1962  |
| Caetano Veloso                      | Brasileño        |                  | 1975  |
| Carlos Mancinelli                   | Argentino        |                  |       |
| Eva Ayllón                          | Peruana          |                  | 2009  |
| Fernando Ubiergo                    | Chileno          | A Chabuca        | 1983  |
| Flor Silvestre                      | Mexicana         |                  | 1958  |
| Gian Marco                          | Peruano          | Señora, cuénteme | 1996  |
| Helenita Vargas                     | Colombiana       |                  | 2002  |
| Irma Dorantes                       | Mexicana         |                  | 1960s |
| Juan Diego Flórez                   | Peruano          |                  | 2006  |
| Julio Iglesias                      | Español          |                  | 1983  |
| La Lupe                             | Cubana           |                  | 1966  |
| Lola Flores                         | Española         |                  |       |
| Lucha Reyes                         | Peruana          |                  | 1970  |
| María Dolores Pradera               | Española         |                  | 1961  |
| María Martha Serra Lima             | Argentina        |                  | 1980s |
| Oscar Chávez                        | Mexicano         |                  | 1970  |
| Pedro Vargas                        | Mexicano         |                  | 1963  |
| Pepe Vásquez                        | Peruano          |                  |       |
| Perlita de Huelva                   | Española         |                  | 1966  |
| Plácido Domingo                     | Español          |                  | 1994  |
| Rabito                              | Argentina        | Melodías         | 1976  |
| Raphael                             | Español          |                  | 1967  |
| Raúl di Blasio                      | Argentino        |                  | 1989  |
| Rocío Jurado                        | Española         |                  | 1968  |
| Tania Libertad                      | Peruano-mexicana |                  | 1983  |
| Yma Sumac                           | Peruana          |                  | 1959  |

En 2017 la Academia Latina de la Grabación nominó como grabación del año la versión interpretada por el panameño Rubén Blades en el disco tributo A Chabuca.